# Mannus

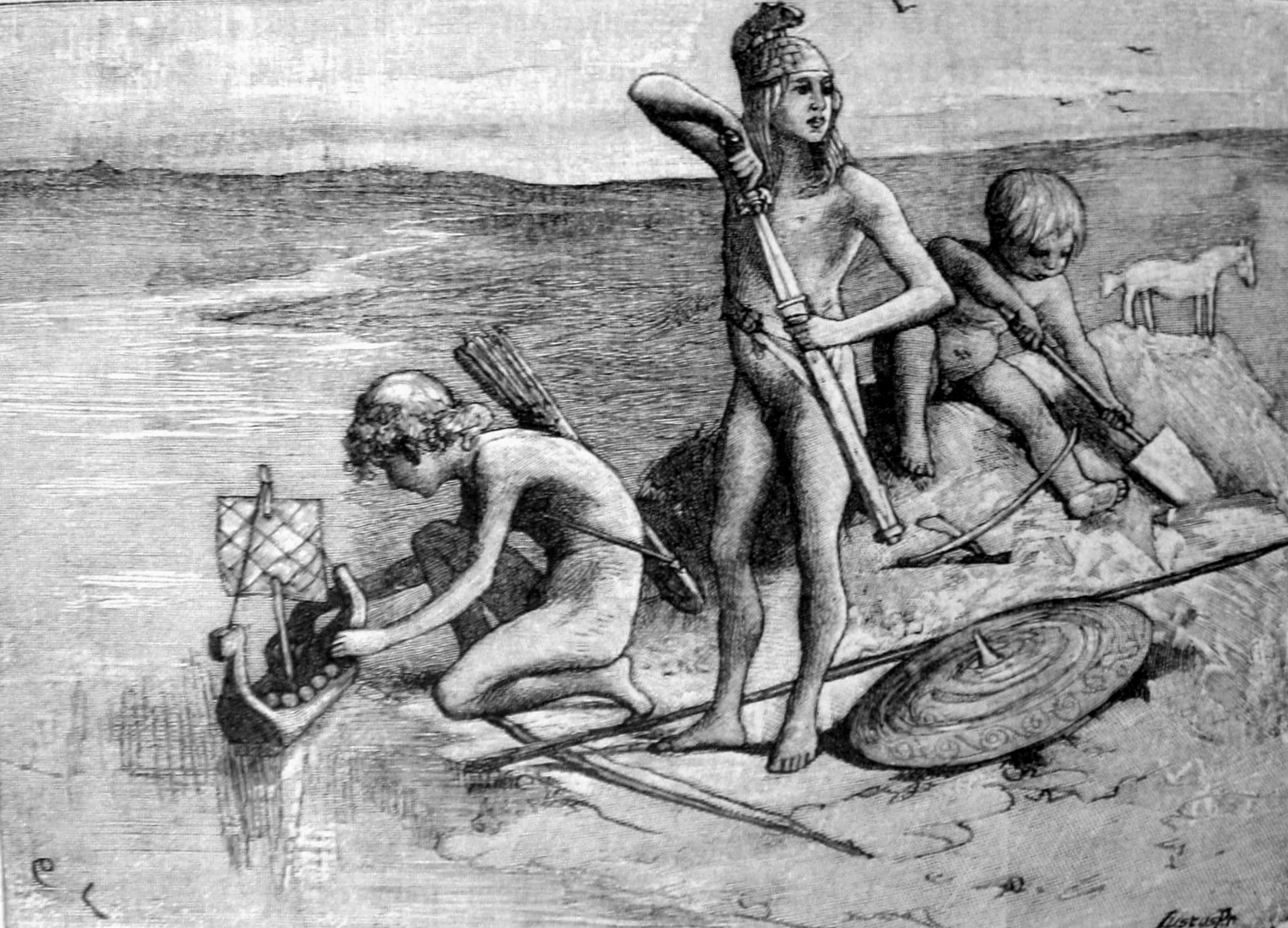
Verbeelding van drie zonen van Mannus door Carl Larsson.

Mannus is volgens Tacitus in zijn Germania de eerste mens van wie alle Germaanse  stammen afstammen. 
Hij is de zoon van de uit de aarde ontsproten oergod Tuïsto en bracht drie zonen voort. Afstammelingen van deze drie zonen zijn de Germaanse stammen de Ingaevonen, de Istvaeonen en de Herminonen.
De naam Mannus wordt vergeleken met Nederlands "man", Engels "man", Duits "Mann" en Sanskriet "manu"  in de oorspronkelijke betekenis "mens".